# Chlorophytum arundinaceum
Chlorophytum arundinaceum är en sparrisväxtart som beskrevs av John Gilbert Baker. Chlorophytum arundinaceum ingår i släktet ampelliljor, och familjen sparrisväxter. Inga underarter finns listade i Catalogue of Life.